# Wojna hybrydowa

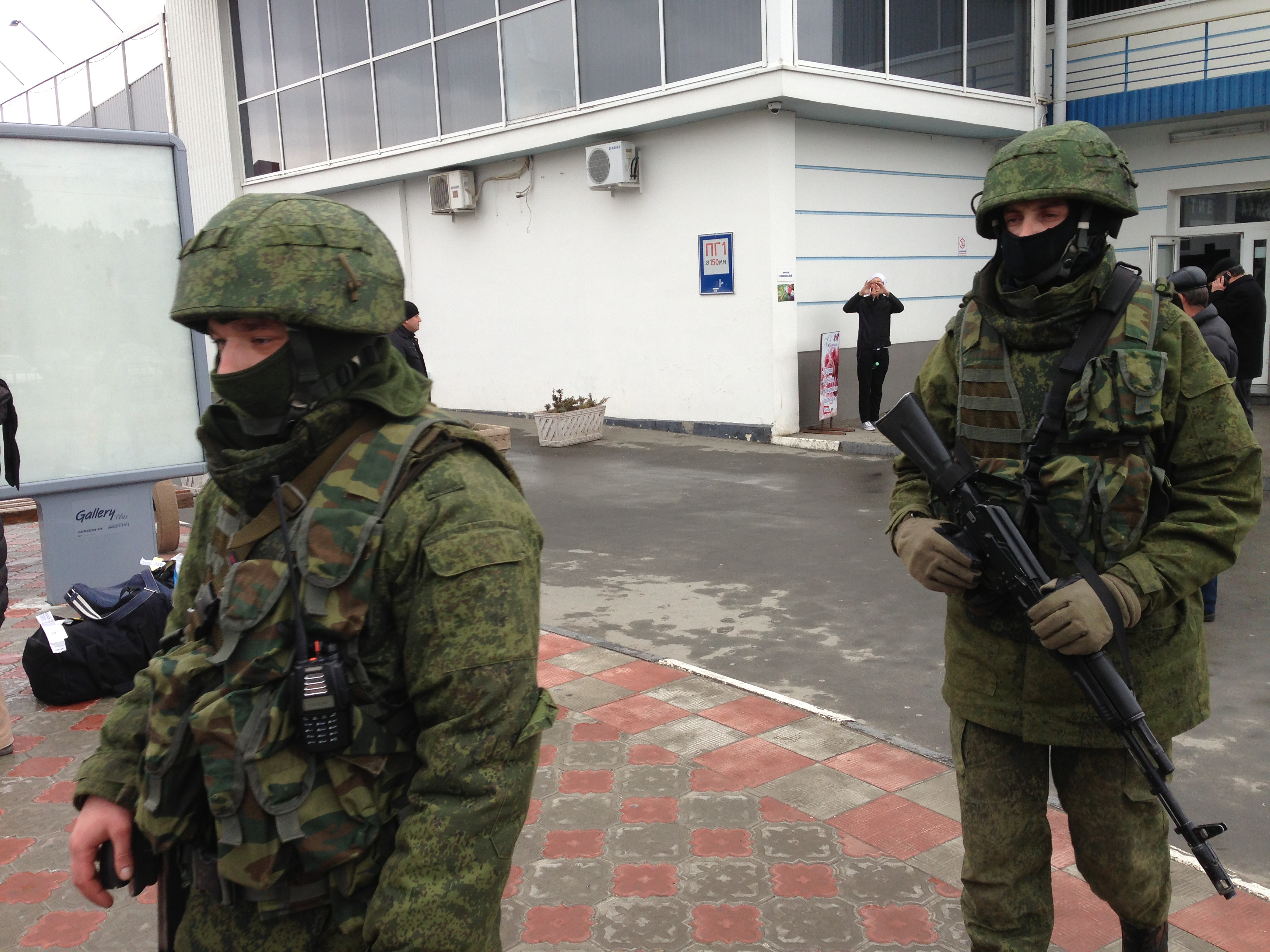
Aneksja Krymu przez Rosję – rosyjscy żołnierze bez dystynkcji (tzw. zielone ludziki) na lotnisku w Symferopolu, 28 lutego 2014

Wojna hybrydowa – strategia wojenna łącząca działania konwencjonalne, nieregularne, cybernetyczne, terroryzm i przestępczość, w tym samym czasie i na tym samym polu bitwy, celem osiągnięcia celów politycznych. Wojna taka często jest prowadzona bez oficjalnego wypowiedzenia. Jej charakter ma pozwolić agresorowi na całkowite lub częściowe uniknięcie za nią odpowiedzialności. Zagrożenie hybrydowe jest definiowane jako działanie jakiegokolwiek adwersarza używającego wyżej wymienionych kombinacji działań.
Działania w ramach wojny hybrydowej są prowadzone na różnorodnych płaszczyznach: militarnej, politycznej, gospodarczej, społeczno-kulturowej, historycznej, psychologicznej oraz informacyjnej (dezinformacja i propaganda).
Przykładem wojny hybrydowej jest celowe wywołanie przez Białoruś kryzysu migracyjnego na jej granicy z UE. 

## Definicje
Według różnych definicji wojna hybrydowa to:
- współczesna odmiana wojny partyzanckiej, prowadzonej za pomocą współczesnych technik wojskowych i metod mobilizacyjnych[7],
- połączenie czterech odmian agresji: tradycyjnej, nieregularnej, terrorystycznej i cybernetycznej,
- odmiana konfliktu asymetrycznego, toczonego na trzech arenach: działań wojskowych, propagandy we własnym państwie oraz propagandy międzynarodowej,
- kombinacja elementów wojny nieregularnej, domowej, sztucznie wywołanego powstania i terroryzmu,
- użycie tradycyjnych metod wojennych, działań nieregularnych, terroryzmu i zachowań kryminalnych na polu walki w celu osiągnięcia korzyści politycznych.

## Historia
Pierwsze przykłady wojny hybrydowej pochodzą z lat 20. XX wieku. Ówczesny Związek Radziecki prowadził takie działania przeciwko Polsce, Korei, a także Kolei Wschodniochińskiej. Współczesnym przykładem jest konflikt na wschodniej Ukrainie.
Jednym z prekursorów teorii wojen hybrydowych był rosyjski wojskowy, płk Jewgienij Messner, który nazywał je mianem wojen buntowniczych

## Działania Rosji jako wojna hybrydowa
Zdaniem Agencji Bezpieczeństwa Wewnętrznego (ABW) powołującej się na opinię prezentowaną przez większość ośrodków analitycznych państw członkowskich NATO agresja Federacji Rosyjskiej na Ukrainę od 2014 (aneksja Krymu przez Rosję i wojna w Donbasie) jest nową formą zagrożenia bezpieczeństwa, określanego jako wojna hybrydowa. Po raz pierwszy rosyjski sposób prowadzenia działań na Ukrainie nazwał tak holenderski generał Frank van Kappen – 26 kwietnia 2014 nieoficjalnie określił rosyjskie operacje „hybrydowymi”. 3 lipca 2014 Pakt Północnoatlantycki oficjalnie ogłosił, że wojna na południowym wschodzie Ukrainy to wojna hybrydowa.
Za element wojny hybrydowej ABW uważa działania przebywającej w Polsce od 2013 roku rosyjskiej obywatelki Jekateriny C., która 17 maja 2018 roku została zatrzymana przez ABW celem wydalenia jej z kraju. Zdaniem Rzecznika Ministra Koordynatora Służb, akcja polskich służb była elementem szerszej operacji mającej na celu neutralizację dwóch struktur sieciowych biorących udział w rosyjskiej wojnie hybrydowej i informacyjnej prowadzonej przeciwko Polsce. Ich elementem miało być kwestionowanie i podważanie polskiej polityki historycznej i zastępowanie jej narracją rosyjską.
Według informacji podanych przez media w listopadzie 2019, w wyniku działań kontrwywiadu ABW w marcu 2019 wydalono z Polski wicekonsula Konsulatu Generalnego Rosji – otrzymał on zakaz wjazdu do Polski i na teren strefy Schengen. Rosjanin miał prowadzić działania niezgodne ze statusem dyplomatycznym, które mogły szkodzić relacjom polsko-rosyjskim. Pod koniec 2017 ABW objęła zakazem wjazdu do Polski i strefy Schengen trzech „ekspertów” kierujących rosyjskimi działaniami hybrydowymi w Europie: Olega B., Dmitryja K. i Aleksieja M. B. to zastępca dyrektora moskiewskiego think tanku i dyrektor Rosyjsko-Ukraińskiego Centrum Informacyjnego, który przedstawia się jako „międzynarodowy doradca liderki francuskiego Frontu Narodowego Marine Le Pen”. K. to rosyjski politolog i publicysta związany z agencją informacyjną „Regnum”, stanowiącą według ABW przykrycie dla rosyjskich służb specjalnych w aspekcie prowadzenia wojny informacyjnej w Europie Środkowo-Wschodniej. M. to oficer rosyjskiego wywiadu, działający jako „ekspert do spraw międzynarodowych”, jeden z głównych zleceniodawców prorosyjskich projektów realizowanych w Polsce przez środowisko jednej z partii politycznych. Według ABW wszyscy trzej mężczyźni pełnili rolę wiodących moderatorów rosyjskich działań hybrydowych w Europie i również zostali objęci zakazem wjazdu do Polski i na teren strefy Schengen.